# Rete tranviaria di Bologna (1880-1963)
La rete tranviaria di Bologna è stata una rete tranviaria in esercizio dal 1880 al 1963 a servizio della città di Bologna.

## Storia

### L'introduzione del tram a Bologna (1880)
Il dibattito sull'introduzione del tram a Bologna ebbe inizio negli anni 1870. In seguito a una prima relazione sul tema, avanzata nel 1876 dalla Giunta comunale, il tema fu dibattuto nelle sedute del Consiglio comunale dell'11 gennaio e del 23 gennaio 1877, che portarono all'approvazione, nello stesso anno, del «Capitolato per la concessione delle ferrovie a cavalli nella città di Bologna mediante licitazione privata, autorizzata a termini di legge con atto prefettizio del 12 marzo 1877, n. 2865». Il Capitolato prevedeva la concessione di sei linee di "ferrovie a cavalli":
- Da Piazza Vittorio Emanuele (oggi Piazza Maggiore) alla stazione di Bologna Centrale;
- Da Piazza Vittorio Emanuele a Porta San Felice;
- Da Piazza Vittorio Emanuele alla Barriera di strada Santo Stefano;
- Da Piazza Vittorio Emanuele a Porta Maggiore;
- Da Piazza Vittorio Emanuele a Porta San Mamolo;
- Da Piazza Vittorio Emanuele a Porta Saragozza.

Secondo il Capitolato:
Il Capitolato stabiliva inoltre che, una volta scaduta la concessione, della durat massima di 40 anni, il Comune sarebbe rimasto proprietario delle infrastrutture fisse. Il prezzo del biglietto fu fissato in 20 centesimi di lira per la prima classe, 15 centesimi per la seconda; la frequenza delle corse tranviarie non avrebbe dovuto superare i 15 minuti.
Fu indetto un concorso per la concessione e la costruzione delle linee, da cui uscì vincitrice la Società Anonima dei Tramways e delle Ferrovie Economiche di Roma, Milano e Bologna (STFE), fondata nel 1877 e che nel 1889 cambiò nome in "Società per le tramvie e le ferrovie economiche di Roma, Milano e Bologna" (TFE), detta "Belga", emanazione della Société Anonyme d'Entreprise Generale de Travaux che nello stesso 1877 aveva aperto la tranvia a cavalli Milano-Saronno. La STFE ottenne la concessione per una durata di 27 anni, dal 1877 al 1904.
La morte del presidente Charles Henri Lemaieur, l'11 settembre 1877, colpì la STFE quando già era stata avviata l'esecuzione degli impianti. In attesa del suo sostituto, la società sospese i lavori per oltre due anni, al punto che il comune di Bologna minacciò la società di azioni legali se non fosse iniziata: il 1º marzo 1880, la Giunta municipale discusse all'ordine del giorno l'autorizzazione a stare in giudizio contro il Sig. Luciano Tant di Bruxelles per la rescissione del contratto di concessione dei tramways.
In seguito all'avvio dell'azione legale, a cavallo di Ferragosto giunsero in città grandi quantità di rotaie e di traversine. I lavori iniziarono infine sulla tratta dalla Stazione-Piazza Maggiore nel settembre 1880 e il servizio iniziò sabato 2 ottobre 1880 alle ore 8:30.
(Dal quotidiano bolognese La Patria)
Il successo della prima linea spinse la società Belga a procedere speditamente con la realizzazione delle linee successive: tutte le sei linee previste dal Capitolato entrarono in funzione prima della fine del 1880.

### I primi ampliamenti della rete (1886-1893)
Le sei linee inaugurate nel 1880 rimasero stabilmente in esercizio per alcuni anni, ma si dimostrarono poco redditizie: nel 1885, la società Belga propose al Comune di modificare la concessione, evidenziando che il servizio, così com'era attuato, non poteva garantire l'equilibrio economico. Di conseguenza, nel 1886 la Giunta comunale propose al Consiglio di stipulare una nuova convenzione con la Belga, secondo cui la società si sarebbe occupata dell'istituzione di nuove linee e dell'ampliamento delle sei già esistenti; una parte degli incassi d'esercizio sarebbe spettata al Comune; in cambio, la durata della concessione sarebbe stata prorogata al 31 dicembre 1931.
La nuova concessione prevedeva la realizzazione di nuove linee lungo le seguenti strade radiali:
- Via San Vitale, fino alla stazione ferroviaria per Portomaggiore (l'attuale stazione di Bologna Zanolini);
- Via Indipendenza;
- Via Zamboni, fino al quartiere Sant'Egidio (nell'odierno quartiere San Donato);
- Via Mazzini, fino alla Chiesa di Santa Maria Lacrimosa degli Alemanni;
- Via Sant'Isaia, fino alla Chiesa di San Paolo di Ravone;
- Via delle Lame.

Veniva inoltre stabilito il prolungamento di diverse linee già esistenti:
- Via d'Azeglio, fino alla Palazzina;
- Via Santo Stefano, fino allo Sterlino;
- Via Galliera, fino al deposito tranviario della Zucca (in via Saliceto).

La realizzazione delle nuove linee venne completata solo il 22 luglio 1893, con l'inaugurazione dell'ultima tra le nuove linee previste, da piazza Vittorio Emanuele II a piazzale di Porta Sant'Isaia.
Negli stessi anni furono poste le rotaie anche lungo un tratto dei Viali di Circonvallazione, da Porta San Mamolo a Porta Maggiore (nel 1886) e poi da Porta Maggiore a Porta San Vitale (nel 1887); tuttavia, nel 1891 tali servizi vennero soppressi e i binari furono rimossi.
Parallelamente, il 26 aprile 1881 ebbe luogo la corsa di prova di una macchina a vapore di fabbricazione francese, la Bollée, con l'intento di sostituire la forza motrice fornita dai cavalli. La novità, tuttavia, non fu adottata.

### Gli ulteriori ampliamenti (1893-1899)
Il direttore della società Belga, Dupierry, mantenne il proprio incarico fino al 1897. Due anni prima, nel 1895, Dupierry aveva subìto un accoltellamento da parte di un tranviere, Giuseppe Casadei, in un momento di acute tensioni sindacali; sebbene in un primo momento si fosse diffusa la notizia del suo assassinio, il direttore si era presto ristabilito.
L'ampliamento della rete tranviaria procedette, seppur a rilento. Nel 1899, con il prolungamento della linea da piazza Vittorio Emanuele II a piazza di Porta Sant'Isaia fino al Meloncello, la rete raggiunse un'estensione complessiva di 24,604 km

### Verso la trazione elettrica (1899-1904)
- Piazza Vittorio Emanuele - Via Indipendenza - Stazione ferroviaria
- Piazza Vittorio Emanuele - Piazza del Nettuno - Via Ugo Bassi - San Felice - Porta San Felice
- Piazza Vittorio Emanuele - Via dell'Archiginnasio - Piazza Galvani - Via Farini - Via Santo Stefano - Località "Lo Sterlino"
- Piazza Vittorio Emanuele - Via d'Azeglio - Palazzina
- Piazza Vittorio Emanuele - Porta Saragozza
- Piazza Vittorio Emanuele - Porta Zamboni - Sobborgo di Sant'Egidio
- Piazza Vittorio Emanuele - Porta San Vitale
- Piazza Vittorio Emanuele - Via Rizzoli - Via Mazzini - Chiesa degli Alemanni
- Piazza Vittorio Emanuele - Via d'Azeglio - Via Carbonesi - Via Barberia - Via Sant'Isaia - Arco Guidi
- Piazza Vittorio Emanuele - Porta Lame
- Porta San Felice - Scala
- Porta Galliera - Stabilimento dei tramways della Zucca

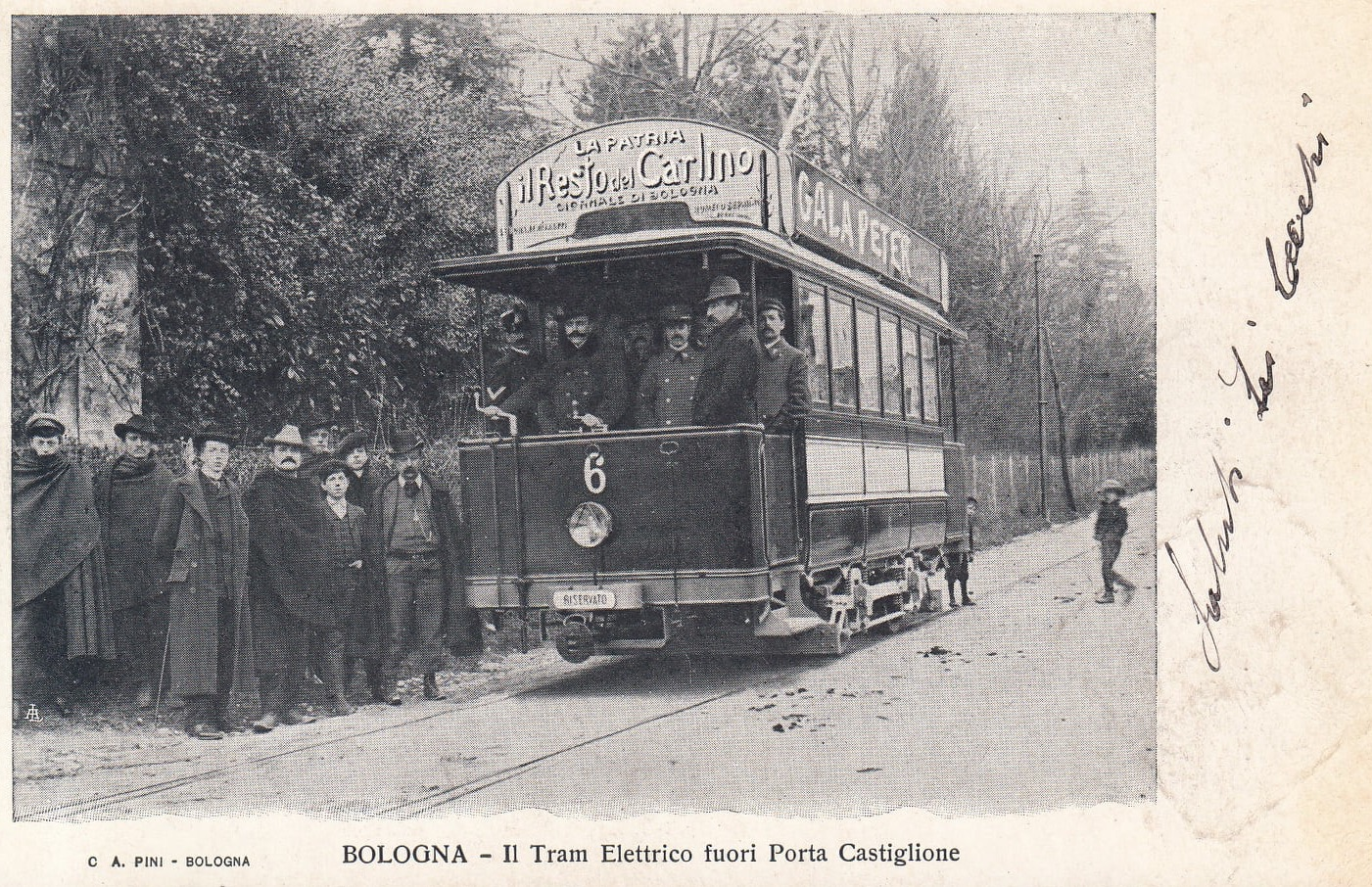
Un tram elettrico fuori Porta Castiglione nel 1903

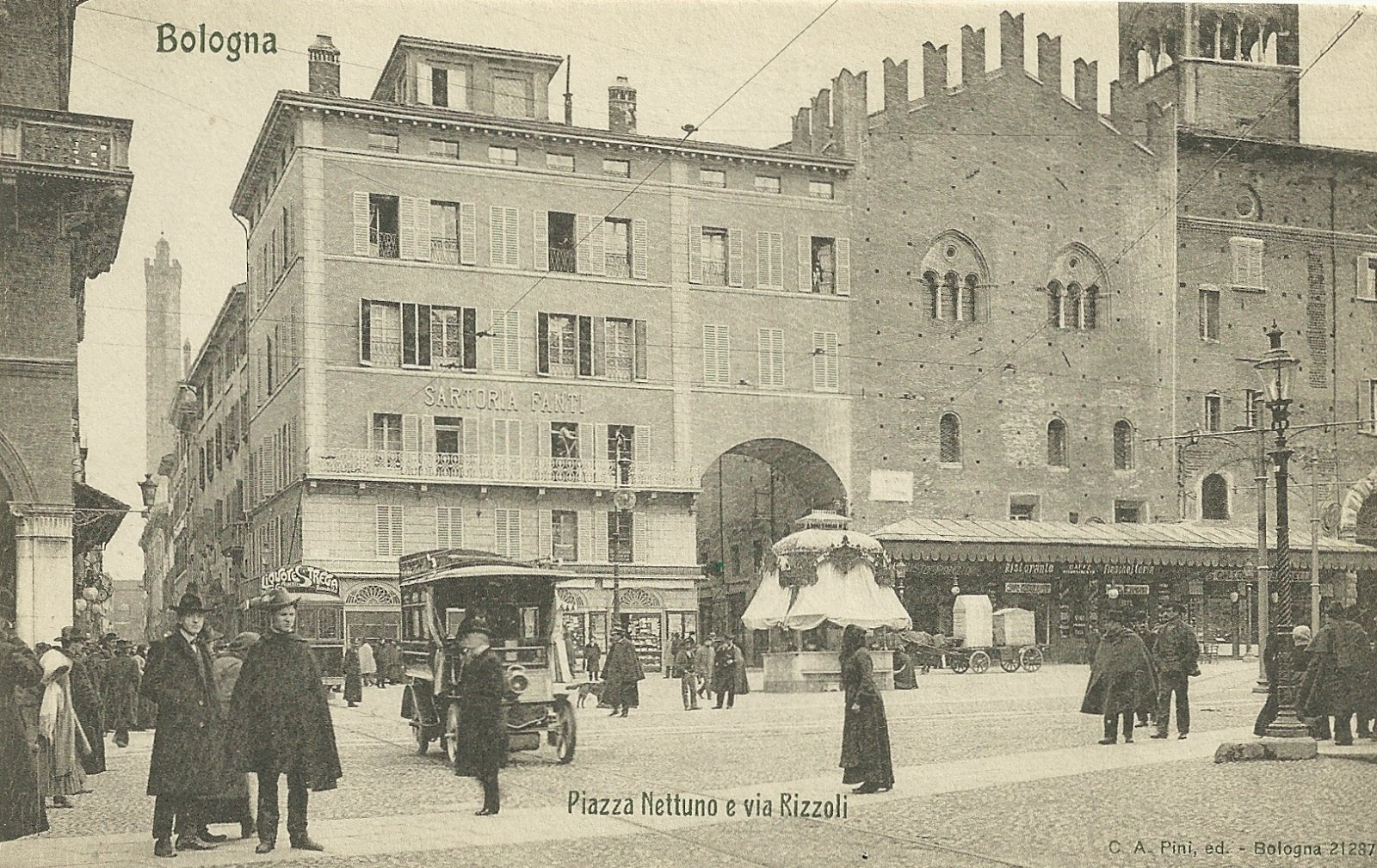
Il tram elettrico in piazza Nettuno. La foto è successiva al 1904, data di elettrificazione della rete tranviaria di Bologna, e precedente al 1909

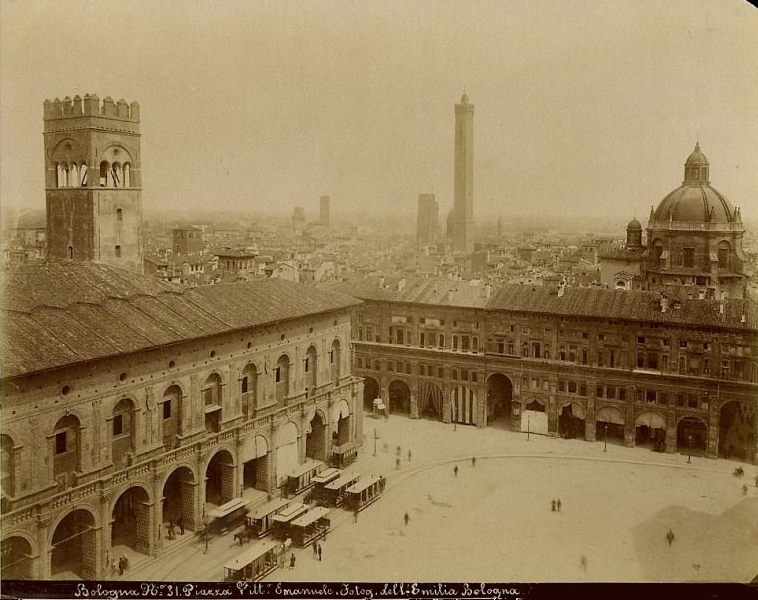
Il capolinea dei tram elettrici in Piazza Vittorio Emanuele (oggi Piazza Maggiore)

Il 21 gennaio 1899 si costituì, a Bruxelles, la società anonima Les Tramways de Bologne, che rilevò l'impresa tranviaria della Belga per 2400000 L. e subentrò a essa nei rapporti con il Comune.
La nuova società aveva l'esplicito proposito di introdurre la trazione elettrica nel servizio tranviario bolognese, e a tal fine avviò trattative con l'amministrazione comunale. In seguito a tali trattative, il 9 aprile 1900 il sindaco Alberto Dallolio discusse per la prima volta in Consiglio comunale un piano per la progressiva dismissione della trazione animale dei tram, a favore di quella elettrica.
Nella seduta del 12 dicembre 1901 il Consiglio comunale approvò il nuovo Capitolato di concessione. La società Les Tramways de Bologne assumeva l'obbligo di effettuare, entro due anni, numerosi ampliamenti della rete: oltre a elettrificare tutte le linee esistenti, la società si impegnava a istituire numerosi raccordi, a prolungare molte linee esistenti e a istituirne di nuove, tra cui il collegamento diretto con San Michele in Bosco. In cambio, il termine della concessione veniva prorogato al 31 dicembre 1952; il Comune si impegnava inoltre a non rilasciare concessioni concorrenti. Secondo il Capitolato, inoltre, la manutenzione ordinaria e straordinaria dei percorsi sarebbe spettata al Comune, dietro pagamento di un corrispettivo annuo da parte della Les Tramways de Bologne.
Il nuovo Capitolato fu approvato in forma definitiva dal Consiglio comunale il 23 gennaio 1902 e stipulato di fronte al notaio Giulio Marchi il 5 agosto successivo. Modifiche minori furono introdotte nel 1905, quando si statuì che Les Tramways de Bologne avrebbe assunto l'obbligo di prolungare la linea di via Saragozza fino al Meloncello e la linea di via d'Azeglio fino al viale dei Colli di Paderno.
Per prima cosa, la Les Tramways impiantò una centrale a vapore presso il deposito tranviario della Zucca, dove furono erette anche una nuova rimessa e un'officina per le riparazioni delle nuove vetture. La prima corsa del tram elettrico si vide il 19 dicembre 1903, sulle linee di via d'Azeglio (fino alla Palazzina), di via Castiglione (fino ai Giardini Margherita) e di via Saragozza (fino all'omonima porta): a partire da quella data furono svolte le prove di addestramento del personale e di collaudo delle nuove linee.
Le prime due linee a trazione elettrica (quelle di via Indipendenza e della Zucca) iniziarono ufficialmente il servizio l'11 febbraio 1904, con 4 carrozze sulla linea della Zucca e 5 sulla linea per la Stazione. Oltre ai collegamenti diurni, due carrozze garantivano ogni 20 minuti anche in orario notturno il collegamento tra piazza Vittorio Emanuele II e la Stazione. Il 21 febbraio entrarono in funzione due ulteriori linee: d'Azeglio e Santo Stefano. A seguire, nel giro di poche settimane, l'elettrificazione fu ulteriormente estesa a Castiglione e Saragozza, poi a Sant'Isaia (il 13 aprile), poi sulla linea delle Lame (il 21 giugno, con partenze ogni 8 minuti) e sulla linea di via Saffi; quindi sulle linee Mazzini (fino agli Alemanni), San Vitale e Zamboni.
Le vecchie carrozze, ormai più che ventenni, furono portate per la maggior parte alla demolizione; per alcune si tentò una trasformazione in rimorchi da attraccare alle nuove vetture elettriche, caratterizzate dal colore verde. Quattro carrozze del tram a cavalli furono vendute per la tranvia di Mirandola, inaugurata il 1º ottobre 1904.

### Gli ampliamenti nell'anteguerra (1904-1915)
Nel 1906, la rete tranviaria urbana di Bologna raggiungeva un'estensione di 30,693 km, per un insieme di 14 linee. Gli addetti al servizio tranviario, compresa la direzione e l'amministrazione centrale, erano 334; la rete era percorsa da 65 vetture automotrici e 8 rimorchi. A fine 1906, il numero di passeggeri annuo ammontava a 10 500 929.
A maggio 1906 venne inaugurata la linea elettrificata da Piazza Malpighi a Casalecchio di Reno, passando per Porta Saragozza. Il 4 novembre 1906, la linea per Porta Sant'Isaia venne collegata con la linea di Saragozza presso l'Arco del Meloncello. Per istituire tale collegamento, poiché la linea tranviaria attraversava obliquamente il Portico di San Luca, si era reso necessario trasformare due arcate in un'unica arcata di dimensioni maggiori, rimasta poi immutata fino a oggi (2020).
- Zucca
- Indipendenza
- Sant'Isaia-Meloncello
- Santo Stefano-Chiesa Nuova
- Saragozza
- Castiglione
- San Vitale
- Zamboni
- Stazione ferroviaria per Massalombarda
- Saffi
- Lame
- D'Azeglio
- Mazzini-Alemanni
- Scala

Il 23 novembre 1908 il Consiglio comunale approvò il prolungamento della linea Mazzini-Alemanni fino ai Crociali, stabilendo che la concessione sarebbe stata attribuita alla stessa società Les Tramways de Bologne. Nella stessa seduta, l'assessore Rizzoli dichiarò che si erano già avviate trattative, con la stessa società, per il prolungamento della linea Zucca fino alla Corticella. Il successivo 9 dicembre il Consiglio approvò, in seconda lettura, la convenzione da stipulare con la Les Tramways de Bologne per il prolungamento della linea Mazzini-Alemanni fino ai Crociali. Il prolungamento entrò infine in servizio il 7 agosto 1909.
Il 3 dicembre 1909, la Deputazione provinciale si riunì per discutere l'assegnazione al comune della concessione per la costruzione di una nuova linea verso l'Istituto Ortopedico Rizzoli, inaugurato nel 1896 nei locali dell'ex Monastero di San Michele in Bosco. La concessione al Comune (che ne avrebbe poi fatto subconcessione alla società tranviaria) fu approvata, con scadenza al 31 dicembre 1952, pari a quella delle concessioni già in essere.
Nel frattempo, anche gli abitanti della Pescarola, fuori Porta Lame, richiedevano un collegamento tranviario con il centro storico: già nel 1908 avevano inviato una richiesta in tal senso al pro-sindaco Ettore Nadalini, che tuttavia non aveva avuto seguito, per le difficoltà legate alla presenza di un passaggio a livello in corrispondenza dell'intersezione della via Lame (l'odierna via Zanardi) con la ferrovia Milano-Bologna. Nel 1910 Nadalini, in una lettera alla Les Tramways datata 14 ottobre, riconobbe che la costruzione - ormai in corso - di un sottopasso stradale al posto del passaggio a livello avrebbe finalmente consentito il prolungamento della rete tranviaria fino alla Pescarola; in risposta, Nadalini ricevette un'assicurazione in tal senso dal direttore della Les Tramways, l'ingegner Pietro Ceccacci.
- 1 Piazza Vittorio Emanuele - Stazione ferroviaria
- 2 Piazza Vittorio Emanuele - D'Azeglio
- 3 Piazza Vittorio Emanuele - Saffi-Scala
- 4 Piazza Vittorio Emanuele - Mazzini
- 5 Piazza Vittorio Emanuele - Saragozza
- 6 Piazza Vittorio Emanuele - Santo Stefano
- 7 Piazza Vittorio Emanuele - San Vitale
- 8 Piazza Vittorio Emanuele - Zamboni
- 9 Piazza Vittorio Emanuele - Lame
- 10 Piazza Vittorio Emanuele - Zucca
- 11 Piazza Vittorio Emanuele - Sant'Isaia
- 12 Piazza Vittorio Emanuele - Castiglione

Il 5 gennaio 1911 il Consiglio comunale approvò una permuta di terreno tra il Comune e la Les Tramways de Bologne: la società avrebbe acquisito un'area di circa 365 m² in via Saliceto, da adibire a nuove rimesse, e in cambio avrebbe ceduto al Comune un'area di circa 392,50 m², utilizzata per congiungere via Ferrarese con via Saliceto, oltre ad assumere alcuni oneri minori, come l'innalzamento di uno zoccolo in muratura e l'installazione di una cinta metallica attorno all'area di nuova acquisizione.
Nel 1911 entrarono in funzione due nuove linee: il 5 agosto 1911 la linea per Chiesa Nuova venne prolungata fino al ponte di San Ruffillo; il 24 novembre 1911 fu inaugurata la linea 14 per San Michele in Bosco, con partenza da Piazza Vittorio Emanuele II e itinerario lungo via Castiglione. La società Les Tramways de Bologne dichiarò inoltre che, prima dell'inizio dell'inverno, sarebbero stati avviati i lavori di posa della diramazione tranviaria per Corticella, per una lunghezza di 4,5 km.
Nell'esercizio 1910-1911 la rete tranviaria urbana di Bologna registrò 17 443 677 passeggeri. A inizio 1912, la società Les Tramways contava 436 addetti per la rete urbana, oltre a 87 addetti per le linee extraurbane a trazione a vapore.
Il 7 marzo 1912 Ettore Nadalini, che nel frattempo era diventato sindaco, in una lettera alla Les Tramways tornò a sollecitare la realizzazione di una linea di tram fino alla Pescarola. Nello stesso anno, il 5 maggio 1912 venne inaugurata la linea tranviaria per Corticella, con un viaggio inaugurale che partì alle 11:15 da Piazza Vittorio Emanuele e giunse a destinazione alle 11:45.
L'11 ottobre 1913 il Consiglio comunale accettò dall'Amministrazione provinciale la concessione per prolungare le linee di San Vitale e della Zucca, concedendone a sua volta l'esercizio alla società Le Tramvie di Bologna; alla stessa società fu inoltre concesso l'esercizio del nuovo prolungamento tranviario delle Lame (dal sottopasso ferroviario di via Lame con la ferrovia Milano-Bologna al passaggio a livello con la ferrovia Padova-Bologna) e a una nuova tratta da realizzarsi in via Irnerio. Il prolungamento delle Lame fu inaugurato il 28 maggio 1914.

### La prima guerra mondiale (1915-1918)
Al momento dell'entrata in guerra dell'Italia, la gestione della Les Tramways de Bologne era oggetto di crescenti critiche da parte dell'opinione pubblica e della politica cittadina. Lo stesso sindaco Francesco Zanardi, nella seduta del Consiglio comunale del 1º aprile 1915, aveva dichiarato apertamente che la concessionaria era più attenta ai dividendi per gli azionisti piuttosto che all'efficienza del servizio tranviario. Nella successiva seduta dell'11 settembre 1915 fu reso noto che, in seguito al richiamo alle armi di circa duecento dipendenti (pari a circa un terzo del personale), la società aveva assunto solamente cento dipendenti avventizi, a cui peraltro riconosceva uno stipendio inferiore (2,80 lire al giorno, anziché 3,50) e nessun diritto alle ferie.
L'8 ottobre 1915 fu siglato un compromesso tra il Comitato di agitazione, espressione della Lega Tramvieri Urbani, e l'ing. Ceccacci, in rappresentanza della Les Tramways de Bologne; l'accordo prevedeva sussidi economici temporanei ai tranvieri per tutta la durata del conflitto, un aumento salariale per le ore straordinarie e il versamento, da parte della società, di contributi previdenziali per i dipendenti richiamati alle armi.
A partire dalla seconda metà del 1916, per effetto della carenza di personale causata dai richiami alle armi e dai caduti in guerra, entrarono in servizio sui tram bolognesi le prime bigliettaie donne.
(L'Avvenire d'Italia, 26 ottobre 1916)
Nella seduta consiliare del 18 dicembre 1916 tornarono a levarsi voci critiche nei confronti della società tranviaria. L'assessore Giorgio Levi dichiarò che "Se la concessione della società belga non scade che nel 1952 è invece relativamente prossima l'epoca nella quale il riscatto potrà operarsi a norma della legge sulle municipalizzazioni. Questa epoca è il 1921" Secondo le parole di Levi, proprio per questo motivo la società Les Tramways de Bologne "non ha in questi ultimi anni stimolo sufficiente a mantenere convenientemente il materiale e gli impianti, e va avanti come Dio vuole fidando nella inesauribile indulgenza dei cittadini".
Nel 1917, l'amministrazione Zanardi cercò un accordo con la società, proponendole di riscattare gli impianti tranviari prima ancora delle scadenze previste dalla legge e dal capitolato; le trattative, tuttavia, non ebbero esito positivo.
Alla fine della prima guerra mondiale, Bologna contò complessivamente 360 tranvieri richiamati alle armi: i caduti furono 37, ma molti altri tornarono feriti o mutilati. I deceduti erano 17 bigliettai, 5 manovratori, 10 operai, 4 manovali e un cantoniere; i loro nomi furono ricordati con due lapidi ai lati dell'ingresso della palazzina direzionale al deposito della Zucca.

### Verso la gestione municipale (1918-1924)

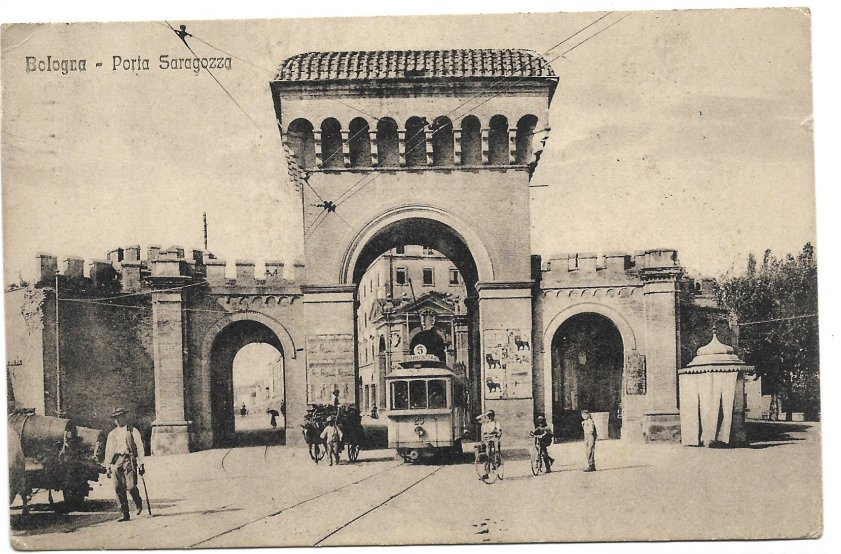
Tram a Porta Saragozza nel 1923

Per il crescente malcontento dovuto all'impatto economico della guerra, al licenziamento di numerose tranviere, alla precarietà dei tranvieri avventizi assoldati durante il conflitto e all'impatto dell'epidemia di influenza spagnola, tra il 1919 e il 1920 si succedettero numerosi scioperi dei tranvieri.
Dato il crescente malcontento relativo alla gestione da parte della Les Tramways, il 13 febbraio 1920 l'Amministrazione Zanardi notificò alla società il preavviso di riscatto, preannunciando di voler revocare la concessione del servizio tranviario e di volerne assumere la gestione diretta a far data dal 16 febbraio 1921, ai sensi della legge sulla municipalizzazione dei pubblici servizi 29 marzo 1903 n. 103. La data del 16 febbraio 1921, infatti, corrispondeva a un terzo della durata complessiva della concessione, e questo era il limite minimo dopo il quale il Comune avrebbe potuto revocare la concessione e acquistare gli impianti tranviari.)
Nell'estate 1920, i tranvieri in servizio sulla rete urbana di Bologna assommavano a 718, tra cui 224 guidatori, 205 bigliettai, 122 operai; le donne in servizio erano solamente due. Nel servizio extraurbano, i tranvieri erano 268, tra cui 9 donne.
Il 21 novembre 1920, durante l'insediamento del neoeletto sindaco socialista Enio Gnudi, piazza Maggiore vide violenti tumulti, in cui persero la vita dieci sostenitori socialisti e il consigliere comunale Giulio Giordani: fu la strage di Palazzo d'Accursio. Il Consiglio comunale fu sciolto e, il 23 novembre, si insediò un commissario prefettizio. Tra i vari provvedimenti, il commissario revocò la notifica di riscatto del 13 febbraio 1920, che quindi non ebbe alcun seguito.
Il 4 ottobre 1921 la Les Tramways de Bologne comunicò al Ministero dei lavori pubblici che l'organico consisteva in 736 agenti stabili e 149 avventizi; il materiale rotabile consisteva di 106 automotrici e 23 rimorchi; la lunghezza della rete tranviaria (misurata lungo l'asse stradale) era di 48,350 km, mentre la lunghezza complessiva dei binari ammontava a 59,075 km. I viaggiatori trasportati nel 1920 risultavano 29 641 663.
Nel frattempo, in tutta Italia prendeva piede il fascismo. Il clima di intimidazione sfociò, a Bologna, nell'assassinio fascista del tranviere Anselmo Naldi, ucciso in via Fondazza, sulla soglia della sua abitazione, il 5 agosto 1922. Nei mesi seguenti, decine di tramvieri furono aggrediti e bastonati dalle squadre fasciste, spesso ai capolinea in periferia. Ebbe inizio, inoltre, una serie di licenziamenti politicamente motivati: a fine 1923 una quarantina di tranvieri furono licenziati per "scarso rendimento", a mascherare la natura politica del provvedimento.
A inizio 1924, la società Les Tramways de Bologne contava un organico di 812 dipendenti; il materiale rotabile consisteva di 126 vetture e rimorchi; la rete tranviaria misurava complessivamente 49,979 km, con variazioni ormai minime rispetto al dato del 1921, dato che la concessionaria era ormai certa che il Comune fosse in procinto di riscattare l'infrastruttura tranviaria e la gestione del servizio.

### La gestione municipale (1924-1932)

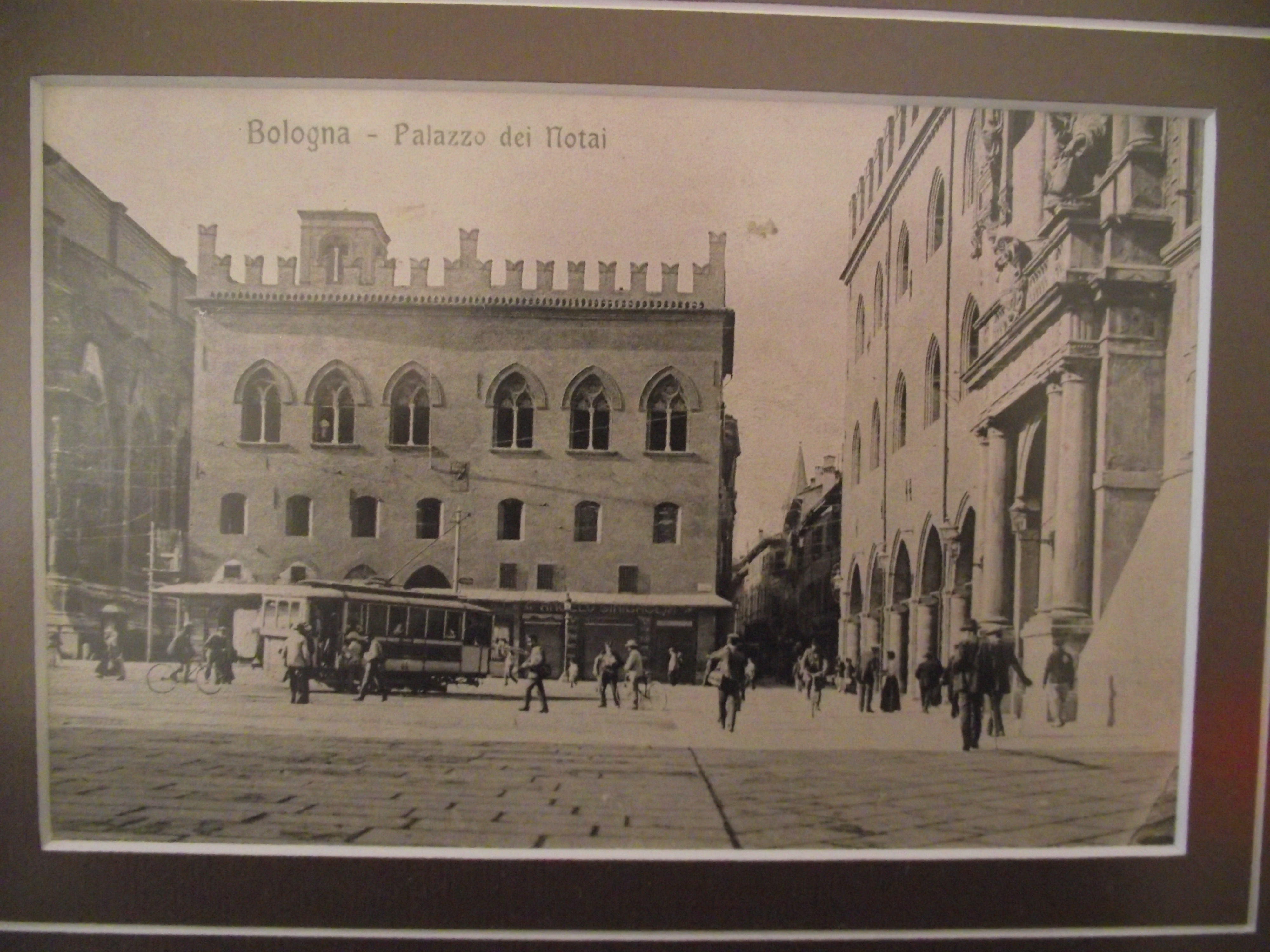
Tram in Piazza Maggiore nel 1924

Il 9 giugno 1924 il sindaco Umberto Puppini illustrò al Consiglio comunale il progetto di municipalizzazione del servizio tranviario, indicando come motivazione gli ingenti utili generati dal servizio: "Prevediamo un beneficio di un milione circa o qualcosa di più ogni anno. La conclusione a cui giunge quindi la Giunta è che si debba approvare il riscatto." Il progetto prevedeva che la concessione avrebbe avuto termine il 15 giugno 1924. La società si oppose, ma il 27 maggio il Tribunale sancì che il Comune aveva ragione. Un ulteriore ricorso tenne in sospeso il passaggio di gestione per alcuni mesi, ma la società e il Comune pervennero infine a un accordo amichevole: con una delibera di Giunta del 10 dicembre 1924, il Comune nominò Giuseppe Landini come proprio rappresentante nell'azienda tranviaria, autorizzandolo ad assumere la direzione e la gestione in economia dell'impresa.
Al momento del riscatto, il 12 dicembre 1924, il servizio tranviario contava 692 agenti stabili, 17 in prova e 51 avventizi per il servizio tranviario urbano, oltre a ulteriori 100 agenti stabili, 1 in prova e 18 avventizi per il servizio tranviario extraurbano sulle linee Bologna-Casalecchio e Bologna-Vignola. La rete consisteva di 59,6885 km di binario, oltre a 0,40395 km di binario di raccordo con la tranvia per Pieve di Cento. Il materiale rotabile consisteva di 106 motrici e 24 rimorchiate.
Nei primi otto mesi del 1925 la rete contò 23 181 831 passeggeri, di cui 2 997 263 sulla linea Saffi-Scala (la più frequentata), 596 754 sulla linea Mascarella (la meno frequentata).
- Indipendenza
- D'Azeglio
- Saffi-Scala
- Mazzini
- Saragozza
- Santo Stefano-San Ruffillo
- San Vitale
- Zamboni
- Lame
- Zucca
- Andrea Costa
- Castiglione-San Michele in Bosco
- Corticella
- Mascarella
- Casalecchio

I primi lavori affrontati dalla nuova municipalizzata riguardarono principalmente la manutenzione straordinaria dei binari, che in diversi punti risultavano ammalorati: gli svii erano quasi quotidiani e la velocità su via Indipendenza e sulle linee Saffi, Mazzini, d'Azeglio e Santo Stefano era limitata a passo di persona. Anche la linea elettrica risultava consulta e necessitava di sostituzioni immediate.
La neonata Azienda Municipale delle Tramvie Elettriche di Bologna procedette, oltre alla manutenzione, a diversi raddoppi selettivi di binario: da via San Giacomo a porta Zamboni (400 m), da Porta Saragozza alla chiesa di San Giuseppe (112 m), dalla Basilica dei Santi Bartolomeo e Gaetano a via Broccaindosso (585 m), dai Crociali alla Cinta Daziaria (108 m) e di tutta la linea lungo via Andrea Costa fino all'Arco Guidi (1615 m).
Nel complesso, a partire dal 1926, la rete tranviaria di Bologna vide il raddoppio di alcune tratte di binario, il prolungamento di altre e il rinnovo di 71 km di rotaie, 136 scambi, 233 cuori e 5 incroci tra il 1928 e il 1930, il rifacimento della linea aerea e l'acquisto di nuovi tram (e la ricostruzione di alcuni di quelli già in servizio).
A fine 1926 l'organico contava 891 agenti in servizio, di cui 37 in prova e 164 avventizi.
- 1 Ferrovia
- 2 D'Azeglio
- 3 Saffi-Scala
- 4 Mazzini
- 5 Saragozza
- 6 Santo Stefano - San Ruffillo
- 7 San Vitale
- 8 Zamboni
- 9 Lame
- 10 Zucca - Casaralta
- 11 Andrea Costa
- 12 Castiglione - San Michele in Bosco
- 15 Corticella
- 16 Mascarella

Nel corso del 1927 si prolungarono la linea Lame e la linea Andrea Costa (di 1036 m), mentre la linea Saragozza vide la realizzazione di uno scambio presso Villa Spada, con un asse di binario semplice di 113 m.
Alla fine del 1927 l'azienda tranviaria elaborò uno schema di riforma, che comprendeva la realizzazione di alcuni raddoppi di binario per aumentare la velocità commerciale del servizio e la rimozione dei tram da Piazza Maggiore, tramite un abbinamento delle diverse linee per consentire il passaggio in centro senza effettuarvi capolinea. Tra il 1928 e il 1930 si procedette concretamente alla prevista sistemazione delle linee tranviarie, in maniera analoga a quella attuata sulla rete milanese: furono eliminati i binari da piazza Vittorio Emanuele e i tracciati tranviari nel centro cittadino furono rivisti. Già nel settembre 1928 si erano ultimati i lavori di risistemazione su piazza Galvani, via Archiginnasio, piazza Re Enzo, piazza Ravegnana, via Castiglione e piazza Minghetti, decongestionando il centro storico dal traffico tranviario.
Si procedette inoltre a demolire la centrale a vapore presso il deposito della Zucca, sostituendola con una sottostazione elettrica di trasformazione (da 1500 a 550 V) e conversione, per alimentare la rete urbana con corrente continua a 550 V.. Poiché la posizione decentrata della sottostazione Zucca rispetto alla rete tranviaria comportava notevoli dispersioni di energia, nella primavera 1928 l'azienda tranviaria acquistò un appezzamento di terreno nei pressi della Certosa, al fine di edificarvi una nuova sottostazione elettrica e un nuovo deposito tranviario. La nuova sottostazione, chiamata Littoriale, entrò in funzione a fine 1928, alimentando le linee Saragozza, Littoriale e Saffi-Scala e permettendo di svolgere servizi a frequenza maggiorata legati alle partite di calcio allo Stadio Renato Dall'Ara, inaugurato nel 1927, e della Commemorazione dei defunti al Cimitero monumentale della Certosa di Bologna.
Nel 1928, l'unico ampliamento della rete consistette nella posa di 370 m di binario in via Castiglione e in piazza Minghetti; nello stesso anno, i dipendenti dell'Azienda tranviaria risultarono 972. I passeggeri trasportati nell'anno risultarono 33 164 448.
Nel 1929, approfittando dei lavori di sistemazione generale della via Emilia dal Dazio al cavalcavia di Borgo Panigale, i binari della linea Saffi-Scala vennero rinnovati e raddoppiati, sotto la direzione dell'ingegner Barbieri. Nello stesso anno si procedette al raddoppio della linea di via Zamboni, da piazza di Porta Ravegnana all'antica porta, con la posa di 499 m di binario.
Nel 1930 fu raddoppiato un tratto di 154,57 m di binario in via Montegrappa, con allacciamento al binario di via Ugo Bassi; fu inoltre raddoppiato un tratto di 338 m in piazza Malpighi. Fu inoltre realizzata una deviazione da via Andrea Costa a piazza Malpighi, incrociando, nella piazza, le rotaie della linea per Casalecchio. Nello stesso anno, si raggiunsero le 13 coppie di semafori per regolare la circolazione sulle tratte a binario unico; le prime coppie erano state installate nel 1927, sulla linea di San Ruffillo, dallo Sterlino a Chiesa Nuova.
L'organico dell'Azienda tranviaria contava 897 dipendenti nel 1929, 837 nel 1930. I passeggeri nel 1929 risultarono 37 762 124, mentre nel 1930 diminuirono di circa 300.000 unità.
Nel 1931 la linea Littoriale fu prolungata fino alla stazione di partenza della funivia di San Luca, inaugurata il 21 aprile; per il prolungamento furono posati 609,50 m lineari di binario doppio, 11,50 m di binario semplice, 5 scambi, 3 cuori e un attraversamento. Nello stesso anno si procedette al raddoppio di 1342 m di binario lungo la linea San Vitale, dal centro cittadino all'ex cinta daziaria, e di 778 m lungo la linea Santo Stefano, dallo Sterlino a Chiesa Nuova; fu inoltre realizzato un binario di manovra in piazza De Marchi, destinato al rifornimento d'acqua delle carrozze innaffiatrici.
Il 30 gennaio 1932, dopo una contrattazione con la Les Tramways de Bologne, il Comune approvò, tramite una deliberazione, l'estinzione anticipata delle 42 semestralità residue dovute alla società. Nello stesso anno, il Comune decise di costituire il servizio tranviario urbano in Azienda speciale autonoma: fu così fondata l'Azienda Tranviaria Municipale (ATM), che soppiantò la precedente denominazione di Azienda Municipale Tranvie Elettriche.
A fine 1932, la rete tranviaria urbana di Bologna aveva raggiunto un'estensione complessiva di 72,171 km; la linea più lunga, la Saffi-Scala, misurava 5,274 km.
Nel corso degli otto anni di gestione municipale diretta, la velocità commerciale dei tram era salita da 9,221 km/h a 11,898 km/h, grazie al raddoppio selettivo dei binari nei tratti più trafficati, all'allestimento di semafori per regolare i tratti a binario unico, all'introduzione del comando elettrico degli scambi, alla riduzione dei guasti alla rete elettrica e al ridisegno generale delle linee tranviarie nel centro storico. In parallelo, era anche iniziata la costruzione di una prima parte di 36 nuove vetture tranviarie a due assi, dotate di cassa metallica e di porte a chiusura pneumatica.
- 1 Ferrovia
- 2 D'Azeglio
- 3 Saffi-Scala
- 4 Mazzini
- 5 Saragozza
- 6 San Ruffillo
- 7 San Vitale
- 8 Zamboni
- 9 Lame
- 10 Casaralta
- 11 Littoriale
- 12 San Michele in Bosco
- 15 Corticella
- 16 Mascarella

### I primi anni dell'Azienda Tranviaria Municipale (1932-1940)

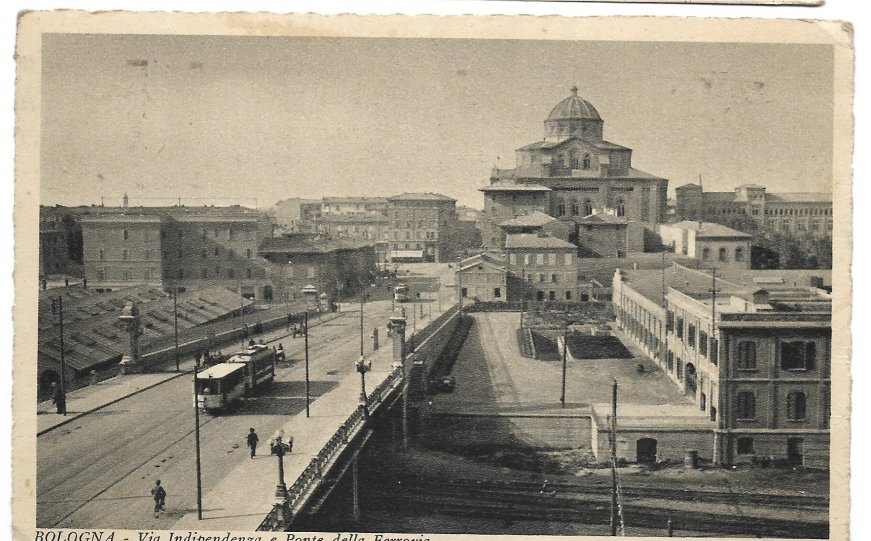
Un tram percorre il ponte ferroviario di via Matteotti (1933)

L'Azienda Municipale delle Tramvie Elettriche del Comune di Bologna fu costituita in Azienda Autonoma Tranviaria Municipale con deliberazione del 12 gennaio 1933.
L'avvio della gestione ATM fu segnato da un marcato investimento nel rinnovo del parco veicolare della rete tranviaria di Bologna. Il primo lotto di vetture a due assi con cassa metallica e porte a chiusura pneumatica entrò in servizio nel 1933-34. Nello stesso anno, l'ATM avviò la costruzione di vetture a carrelli con equipaggiamento elettrico di comando a funzionamento elettropneumatico: i tram ATM serie 201-229, o vetture di "tipo Bologna", la cui prima vettura entrò in servizio il 12 maggio 1935. I nuovi tram viaggiavano su 8 ruote e garantivano una capienza di cento persone; offrivano una marcia silenziosa e confortevole. Gli sviluppi politici ed economici nazionali degli anni successivi avrebbero inevitabilmente rallentato il rinnovamento del parco veicolare: solo 29 vetture a due carrelli sarebbero entrate in servizio prima dello scoppio della seconda guerra mondiale.
Nel 1935, i dipendenti stabili dell'ATM risultavano 833; i tram in servizio erano 126, i rimorchi 17. Le linee erano invariate.
Nello stesso anno, il podestà di San Lazzaro di Savena e diversi esponenti del commercio locale e del Fascio, riuniti in commissione, chiesero di prolungare la linea Mazzini fino alla piazza del loro comune. All'interno del territorio comunale di Bologna, anche i residenti dei quartieri orientali continuavano a chiedere il prolungamento della linea almeno fino al Pontevecchio.
Nel 1935 ebbero inoltre inizio i lavori per la realizzazione di una nuova linea tranviaria destinata al Mercato ortofrutticolo, in Bolognina: la linea fu inaugurata nel 1936, con partenza da piazza Malpighi e transito lungo via Roma (l'odierna via Marconi), ultimata e inaugurata proprio quell'anno.
A fine 1936, il presidente dell'ATM, Sartori, comunicò al podestà l'intenzione di prolungare la linea Mazzini fino al Pontevecchio, per un'estensione di circa 700 m; spiegò invece che l'Azienda non aveva intenzione di procedere a un ulteriore prolungamento fino a San Lazzaro, perché tale tratta sarebbe risultata in grave perdita economica. Furono inoltre prospettati due nuovi servizi, per l'Aeroporto e lungo via Roma; ma l'ATM non aveva a disposizione la cifra necessaria, stimata in 3500000 L.. I fondi occorrenti per il prolungamento della linea Mazzini fino a via Androna, presso il Pontevecchio, furono stanziati nel 1937: la nuova tratta, a doppio binario, si sarebbe estesa per 730 m.
Nell'ottobre 1938 si avviarono al termine i lavori sulla linea tranviaria per Casalecchio di Reno, che l'amministrazione provinciale aveva ceduto all'ATM: il collegamento faceva capolinea presso la stazione del vaporino della ferrovia Casalecchio-Vignola, appena istituita. Tra Casalecchio e Bologna, la linea seguiva il percorso della ex tranvia Bologna-Casalecchio-Vignola; a tale proposito fu realizzato, presso la stazione di partenza della funivia di San Luca, un raccordo con i binari tranviari della linea urbana Ferrovia-Funivia.
Nel 1939 l'ATM contava 846 dipendenti. Le linee tranviarie in servizio erano 15, mentre i binari avevano raggiunto un'estensione complessiva di 80,299 km, con 205 scambi. Nel corso dell'anno, i passeggeri furono 45 600 000. Sulla rete erano in servizio 127 vetture, di cui 21 a carrelli e 106 a due assi. I tram svolsero, durante l'anno, un servizio pari a 5 308 747 tram*km.
Nello stesso anno fu realizzato un anello tranviario di capolinea che, da piazza Malpighi, percorreva via del Pratello e piazza De Marchi, per poi rientrare su piazza Malpighi. Si misero inoltre in moto gli ormai attesi lavori di prolungamento della linea Mazzini fino al Pontevecchio. Viceversa, nel gennaio 1940, nell'ambito della raccolta del ferro, il prefetto Salerno chiese la rimozione di un tratto di binario lungo via Saragozza, caduto in disuso dopo la soppressione della tranvia Bologna-Casalecchio.
Il 1940 vide inoltre l'arrivo dei primi filobus a Bologna. Già nel 1934 l'Azienda Tranviaria aveva autorizzato il primo servizio di autobus e iniziato gli studi per l'introduzione di linee filoviarie: nel 1940 fu aperta la prima linea della rete filoviaria di Bologna, sul percorso San Michele in Bosco-Zamboni, con sei filobus.

### La seconda guerra mondiale (1940-1945)
I primi riflessi della seconda guerra mondiale sulla rete tranviaria di Bologna furono legati alla raccolta del ferro promossa dalle autorità fasciste. A tal fine, nell'autunno 1940 fu chiesta la rimozione dei binari inutilizzati che percorrevano via Frassinago, via Saragozza e viale Aldini.
Nell'autunno 1941 si avviarono i lavori per il prolungamento della linea Saffi-Scala, che superò il cavalcavia e raggiunse Borgo Panigale. La corsa inaugurale si tenne a novembre.
Per effetto della ridotta circolazione dei mezzi privati, il numero di passeggeri trasportati dall'ATM crebbe sensibilmente: nel 1940 furono 58 000 000, nel 1941 furono 68 759 968, nel 1942 furono 85 987 715. Per far fronte all'aumento dell'utenza, nell'impossibilità di allestire nuove vetture tranviarie, l'ATM prospettò la riduzione del numero di fermate: su un totale di 788, ne furono soppresse 125.
L'affollamento a bordo dei mezzi crebbe ulteriormente quando i primi bombardamenti nel territorio bolognese, che pure non interessarono direttamente la città, indussero molte persone a cercare rifugio fuori città, incrementando il numero dei pendolari dai quartieri periferici al centro; il fenomeno si fece sentire in maniera notevole sulle linee di Casalecchio, San Ruffillo e Corticella.
L'ipotesi di possibili bombardamenti sulla città indussero le autorità a prospettare un piano di evacuazione delle vetture tranviarie dal deposito della Zucca, per evitarne, nell'eventualità di un bombardamento, la distruzione. La Prefettura propose di allestire capannoni-deposito ai capilinea che lo permettevano, ma ATM insistette per l'approntamento di un piano di evacuazione del deposito, garantendo che entro 15 minuti dall'allarme aereo il personale avrebbero potuto allontanare almeno 40 motrici lungo i binari delle linee Corticella e Casaralta. Il piano si sarebbe rivelato inadeguato, a maggior ragione perché gli allarmi antiaerei notturni si moltiplicarono progressivamente, mentre il personale diventava sempre meno sufficiente all'evacuazione auspicata.
A inizio 1943, ATM contava 1 171 dipendenti; 313 tramvieri erano stati richiamati sotto le armi, 11 dei quali risultavano dispersi o deceduti. La rete urbana, con un'estensione di circa 76 km, vedeva circolare 146 vetture tranviarie, 17 rimorchiate e i 6 filobus della linea per San Michele in Bosco.
- 1 Piazza Galvani - Ferrovia
- 2 Ferrovia - D'Azeglio
- 3 Via Monte Grappa - Saffi Scala - Borgo Panigale
- 4 Piazza Re Enzo - Mazzini
- 5 Via Venezian - Saragozza
- 6 piazza Vittorio Emanuele - Chiesa Nuova
- 7 Via Venezian - San Vitale
- 9 Via Monte Grappa - Lame
- 10 Piazza Galvani - Zucca - Casaralta
- 11 Piazza Cavour - Sant'Isaia - Littoriale
- 13 Piazza Minghetti - San Ruffillo
- 14 Piazza Galvani - Ippodromo/Mercato Ortofrutticolo
- 15 Piazza De Marchi - Corticella
- 17/20 Funivia - piazza Malpighi - via Roma - Ferrovia
- 18 Piazza Malpighi - Littoriale - Casalecchio
- 19 Piazza Malpighi - Littoriale - Casalecchio (in coincidenza con la ferrovia Casalecchio-Vignola)

Il 16 luglio 1943, il primo bombardamento sulla città lasciò indenne la rete tranviaria, danneggiando solamente alcune case operaie in via Agucchi e a Borgo Panigale; vi furono 9 morti e 15 feriti. La conseguenza immediata, però, fu un ulteriore aggravarsi del fenomeno dello sfollamento, con un intensificato esodo mattutino e serale da e per i capilinea periferici. Il 24 luglio, il secondo bombardamento su Bologna ebbe conseguenze ben più drammatiche, con gravi danni nel centro storico.
Il 2 settembre, dopo un cessato allarme, l'ingegner Lenzi, presidente di ATM, scrisse al podestà di Bologna per comunicare che il servizio tranviario era stato "completamente e quasi regolarmente riattivato" su tutte le linee cittadine, a eccezione della linea Lame (con danni sensibili alla linea aerea nel tratto a monte del sottopasso ferroviario) e della linea Mascarella (lievemente danneggiata nel condotto elettrico, ma ostacolata dalla presenza, presso via Alessandrini, di una bomba inesplosa).
Il 25 settembre 1943 Bologna subì il bombardamento più severo, che vide centinaia di vittime. Dieci linee tranviarie subirono seri danni: la linea Lame risultò completamente distrutta da Porta Lame al capolinea periferico; la linea per l'Ippodromo vide i binari divelti in due diverse posizioni; la filovia Zamboni subì pesanti danneggiamenti alla linea aerea, aggravati dal successivo brillamento di un ordigno inesploso presso il Palazzo della Mercanzia, che oltre a danneggiare gli impianti filoviari provocò il crollo parziale dello stesso edificio. Inoltre, numerose vetture tranviarie, sia nel deposito sia lungo le linee, erano rimaste danneggiate, benché nessuna in modo grave.
In seguito a tale bombardamento, gli uffici direzionali vennero in gran parte sfollati a Castello d'Argile; in seguito rientrarono a Bologna, insediandosi dapprima nei pressi di Chiesanuova e poi in via Saragozza 1.
ATM cercò di ripristinare nel modo migliore la rete tranviaria, ma il 1º ottobre e il 5 ottobre 1943 nuovi bombardamenti arrecarono danni ancora maggiori. Nella zona della stazione di Bologna Centrale, gravemente bombardata, la linea aerea e i binari rimasero danneggiati nel piazzale e in un tratto di via Pietramellara; anche la linea Mercato Ortofrutticolo subì danni rilevanti, in particolar modo nel raccordo in piazza dell'Unità e in corrispondenza delle case operaie; il ponte del sottopasso ferroviario di via Lame crollò parzialmente, ostruendo la linea tranviaria sottostante; lunghi tratti di rotaie in via Lame vennero divelti, mentre lo scambio presso il palazzo del Gas fu completamente demolito; sui binari nei pressi di via Battindarno rimasero per lungo tempo due ordigni inesplosi; numerose vetture subirono danni gravi e spesso irreparabili. Presso Villa Verde, lungo la linea d'Azeglio, un albero centenario precipitò sulla linea di contatto, mentre in via Castelfidardo, dove si trovava un deposito di fortuna dei tram, il bombardamento causò gravi danni alle strutture e alle vetture tranviarie.
(Il Resto del Carlino, 8 ottobre 1943)
Allo stesso tempo, risultava sospesa la linea di Borgo Panigale, mentre quelle di via d'Azeglio e di Mazzini vennero ripristinate due giorni dopo la sesta incursione.
Nuovi bombardamenti interessarono la città il 29 gennaio 1944 (con danni talmente estesi da costringere a sospendere provvisoriamente il servizio sull'intera rete), il 22 marzo, e poi almeno per altre quattro volte tra aprile e maggio, con danni alle infrastrutture e alle vetture tranviarie, che portarono a una progressiva riduzione del parco rotabile. Il bombardamento del 5 giugno 1944 arrecò il colpo di grazia, con ulteriori danneggiamenti agli edifici del deposito tranviario della Zucca e con l'interruzione per una settimana delle linee San Ruffillo, Corticella, Chiesanuova, San Vitale, Zamboni, San Michele in Bosco, Mazzini, Casaralta e Ippodromo. Nel complesso, la città subì 9 bombardamenti nel primo semestre del 1944.
Il bombardamento del 12 ottobre 1944 fu, per Bologna, il più grave dell'intero conflitto; tra le sue conseguenze, rese inattive le linee Casalecchio, Corticella, San Ruffillo, Borgo Panigale e Casaralta, oltre a costringere alla sospensione del servizio sulle tratte terminali delle linee Mazzini, San Vitale, San Michele in Bosco e d'Azeglio. Il magazzino del deposito della Zucca e gli impianti ausiliari dell'adiacente sottostazione andarono completamente distrutti in un incendio causato dal bombardamento.
Nei mesi successivi, i bombardamenti subirono una pausa e il servizio fu parzialmente riattivato: per effetto dei bombardamenti, l'ATM disponeva di 90 vetture funzionanti e l'estensione della rete tranviaria era di poco superiore ai 30 km. Per la parziale inagibilità del deposito della Zucca, alcune vetture venivano ricoverate nottetempo in via Capramozza e in piazza De Marchi, dove a un certo punto iniziarono a subire danneggiamenti e furti.
I bombardamenti ripresero ad aprile 1945: Bologna fu bombardata l'8 aprile, il 10, il 15, il 16, il 17 e il 18. L'ultimo bombardamento, a opera di alcuni aerei tedeschi, avvenne la notte del 21 aprile 1945, data della Liberazione di Bologna. La sera del 20 aprile, quando si diffuse la voce che i tedeschi avrebbero potuto usare le vetture tranviarie a mo' di barricate, si decise di saldare le ruote dei tram alle rotaie lungo diverse linee, e in particolare in via dell'Archiginnasio.

### La ricostruzione nel Dopoguerra (1945-1952)
Dopo la Liberazione, la gestione dell'ATM passò al CLN aziendale, presieduto da Rinaldo Marabini.
La seconda guerra mondiale aveva portato enormi danni alla rete tranviaria cittadina: il 30% dei binari era stato distrutto, così come la metà del deposito tranviario della Zucca e circa 80 tra tram e rimorchi. A guerra finita si provvide a ricostruire gli impianti, terminando i lavori entro il 1948.
La rete tranviaria utilizzabile superava di poco i 32 km; la linea di Casalecchio era stata completamente distrutta nel tratto dalla Croce al capolinea, mentre la linea di San Ruffillo dalla località Camaldoli al capolinea; anche la linea di via Mascarella era quasi completamente distrutta. Risultavano inoltre gravemente danneggiati gli impianti delle linee Borgo Panigale, Mazzini, San Vitale, Saragozza e Corticella, nonché il tratto tranviario di via Roma.
Il servizio tranviario riprese l'11 maggio 1945, su undici linee, potendo contare sulle 89 vetture tranviarie rimaste in efficienza.
- 2 D'Azeglio
- 3 Saffi - Santa Viola
- 4 Mazzini (fino a via Ernesto Masi)
- 5 Saragozza
- 6 Chiesa Nuova
- 7 San Vitale (fino a via Pelagio Palagi)
- 8 Zamboni
- 11 Stadio
- 12 San Michele in Bosco
- 14 Ippodromo
- 20 Via Roma

Entro la fine del 1945, altre sei linee tornarono in funzione. Infine, nel primo semestre del 1946 furono ripristinate la linea per Borgo Panigale, che era tuttora interrotta dal Pontelungo al capolinea; la linea per San Ruffillo, da Villa Camaldoli al capolinea; e la linea per Casalecchio, dalla Croce al capolinea.
Nella seduta del Consiglio comunale del 20 dicembre 1945, il sindaco di Bologna Giuseppe Dozza quantificò in 249 403 i passeggeri trasportati quotidianamente dalla rete tranviaria: la frequentazione aveva ormai raggiunto i numeri dell'Anteguerra, sebbene il numero di vetture a disposizione fosse inferiore di un terzo.
A fine 1945 il nuovo direttore tecnico dell'ATM, l'ingegner Eugenio Sibona, formulò una serie di proposte per la sistemazione e l'ampliamento della rete tranviaria:
- linea D'Azeglio: raddoppio del binario dalla Villa Verde allo scambio in corrispondenza dell'ex Dazio;
- linea per Borgo Panigale: istituzione di un anello per il ritorno delle vetture oltre lo stabilimento della Ducati;
- linea Mazzini: prolungamento fino a San Lazzaro di Savena;
- linea Saragozza: raddoppio del binario da Porta Saragozza al Meloncello e allacciamento con la linea Stadio dal Meloncello all'Arco Guidi;
- linea San Ruffillo: istituzione di un anello per il ritorno delle vetture a Chiesa Nuova, attorno all'ex Dazio, nel piazzale omonimo;
- linea San Vitale: prolungamento di 550 metri e istituzione di un anello al capolinea;
- linea Zamboni: prolungamento oltre la ferrovia Bologna-Portomaggiore;
- linea Lame: raddoppio del binario dallo Zuccherificio al capolinea, con istituzione di un anello al capolinea;
- linea San Michele in Bosco: prolungamento dal piazzale Revedin all'Istituto Ortopedico Rizzoli;
- linea San Ruffillo: prolungamento oltre il ponte di 300 metri e istituzione di un anello al capolinea;
- linea Ippodromo: istituzione di un anello presso l'Ippodromo;
- linea Corticella: istituzione di un anello al capolinea, utilizzando, per il ritorno, il percorso sulla nuova strada provinciale parallela alla tranvia Bologna-Pieve di Cento;
- linea Mascarella: dopo l'"eventuale riattivazione", prolungamento oltre il cavalcavia e istituzione di un anello all'estremità.

Il progetto Sibona esaminò oltre la possibile realizzazione di una linea lungo i viali di circonvallazione, suggerendo l'adozione del sistema filoviario, ritenuto più economico di quello tranviario per quanto riguardava i costi d'impianto, pur riconoscendo che i costi legati alla manutenzione e all'usura delle vetture vedevano privilegiata l'alternativa tranviaria.
Dopo il primo trimestre 1946, l'ammontare già speso dall'ATM per la ricostruzione della rete tranviaria ammontava a 37902479 L., e molto lavoro rimaneva da fare.
Nello stesso anno, il 1946, la rete tranviaria segnò oltre 90 milioni di passeggeri trasportati: si trattò del valore massimo mai raggiunto a Bologna. Nel 1947 l'ATM contava 1246 dipendenti e i tram svolsero, durante l'anno, un servizio pari a 5 993 715 tram*km.

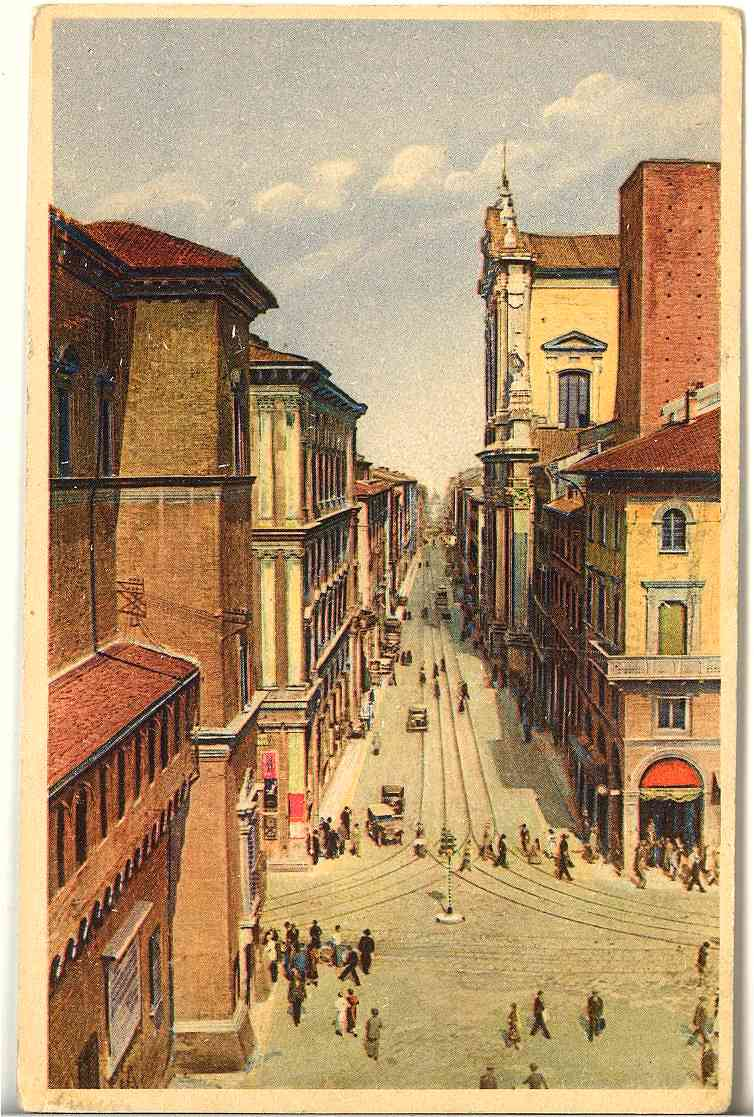
Tram su via Indipendenza (1948)

Nel 1948, la rete tranviaria in attività raggiunse i 73 km di estensione, i dipendenti salirono a 1314 e il parco veicolare raggiunse i 177 mezzi, fra tram, filobus e autobus: in particolare, il parco tranviario consisteva di 29 vetture a doppio carrello, 34 vetture a pedana, 23 vetture a due assi con elettrocompressore e 68 vetture comuni.
Il 31 luglio 1948 fu attivato il prolungamento della linea Mazzini fino a San Lazzaro di Savena.
Nell'aprile 1949 entrò in servizio un nuovo tipo di vettura tranviaria, snodata, costituita da due vetture normali congiunte mediante un passaggio a soffietto: in questo modo, l'ATM riutilizzò le vecchie vetture ormai fuori uso. Ciascun tram poteva così trasportare fino a circa 200 viaggiatori. Le vetture snodate furono costruite su progetto dell'ingegner Eugenio Sibona.
Nel frattempo, la rete rimaneva in condizioni precarie. Nel 1949 si segnalavano ammaloramenti da Porta Saragozza al Meloncello, su via Indipendenza, nonché su via Persicetana, dove il binario poggiava su un fondo stradale abbassato e privo di consistenza; anche la linea Lame, dallo Zuccherificio al capolinea, correva su un fondo stradale ormai fortemente sconnesso. L'ATM si trovò quindi a fronteggiare ingenti costi di manutenzione straordinaria.
Le richieste dell'utenza imposero, inoltre, il prolungamento della linea San Vitale fino alle Roveri.
Nel 1952 sulla rete tranviaria, lunga 75,419 km, prestavano servizio 155 tram e 17 rimorchiate.
- 1/5 Ferrovia - via Indipendenza - Saragozza
- 2/8 D'Azeglio - Zamboni
- 3 Via Monte Grappa - Borgo Panigale
- 4 Via Orefici - Mazzini
- 6 Piazza Maggiore - Chiesa Nuova
- 7 Via Orefici - San Vitale
- 9 Via Monte Grappa - Lame
- 10 Via Ugo Bassi - Casaralta
- 11 Via Rizzoli - Stadio
- 12 Ferrovia - San Michele in Bosco
- 13 Piazza Maggiore - San Ruffillo
- 14 Via Ugo Bassi - Ippodromo/Mercato Ortofrutticolo
- 15 Via Ugo Bassi - Corticella
- 17 Via Rizzoli - Funivia
- 18 Piazza Malpighi - Casalecchio
- 20 Via Orefici - San Lazzaro

### La gestione commissariale e la fine (1952-1963)
Nei primi anni del Dopoguerra, le ingenti spese per il rinnovo della rete aggravarono i bilanci dell'azienda, colpiti anche dal basso prezzo dei biglietti, che non tenne il passo con l'inflazione. Il 7 maggio 1952 un decreto firmato dai ministri Mario Scelba (Interno) e Pietro Campilli (Industria e commercio) sancì lo scioglimento della Commissione Amministratrice dell'ATM, nominando commissario straordinario il professor Stefano Basile, ordinario della Facoltà di ingegneria dell'Università di Bologna.
Il Consiglio comunale chiese inutilmente ai ministri di giustificare le ragioni di urgenza del provvedimento e precisare in maniera incontestabile le valutazioni economico-finanziarie e amministrative che avevano portato a un simile provvedimento. Era opinione diffusa che il Governo avesse voluto colpire l'ATM e il movimento operaio. La gestione commissariale si aprì dunque in un quadro di forti tensioni sindacali.
All'insediamento della nuova gestione, l'ATM disponeva di 155 motrici tranviarie, 37 rimorchiate e 37 autobus; l'estensione totale della rete era di 161 km, serviti da 20 linee tranviarie e 9 linee autobus.
Nel 1953 la nuova dirigenza, verificato che per rinnovare e ammodernare i servizi tranviari si sarebbero rese necessarie ingenti spese, presentò sui quotidiani bolognesi un "piano di trasformazione" della rete urbana dei trasporti, in cui si optava per trasformare progressivamente la rete tranviaria in linee automobilistiche e filoviarie a partire dal 1954. Curiosamente, proprio in tale anno i tram di Bologna furono protagonisti nel film Hanno rubato un tram di Aldo Fabrizi.
Il 26 febbraio 1954 il commissario Basile ricevette dal Comune l'autorizzazione a predisporre la sostituzione delle quattro linee tranviarie per Borgo Panigale, Ferrovia-Saragozza, Ippodromo-Arcoveggio e Corticella con linee su gomma. A metà novembre 1954, nel clima di forti tensioni sindacali e politiche, Basile lasciò la carica e il Consiglio comunale elesse una nuova Commissione amministratrice, presieduta da Giorgio Vicchi, di estrazione partigiana.
La nuova gestione iniziò, nel 1955, il programma di trasformazione progressiva dell'intera rete tranviaria in una rete di trasporto su gomma.
Nel 1955, ATM disponeva di 156 tram, 90 autobus e 25 filobus; il servizio tranviario erogato nell'anno fu pari a 5 165 560 km-vettura, mentre quello automobilistico raggiunse i 5 430 326 km-vettura, raggiungendo il primato. Nel complesso, i passeggeri trasportati furono 107 milioni.
Tra il 1955 e il 1956 si attuò la prima fase della soppressione del servizio tranviario. I tram vennero sostituiti dagli autobus lungo le linee di Corticella, Saragozza-Ferrovia (che fu così prolungata dal Meloncello alla Funivia), Borgo Panigale (che fu così prolungata al Villaggio INA), Mercato Ortofrutticolo (che fu così prolungata all'Arcoveggio), Lame e Ippodromo. Vennero inoltre istituite nuove linee autobus per Casalecchio di Reno (a integrazione del servizio tranviario), Croce del Biacco-Roveri, Casteldebole, Birra Bologna-Lippo, Pescarola-Noce, Beverara-Sostegno.
Il piano di sostituzione procedette speditamente: le nuove linee autobus si rivelarono più veloci e capienti rispetto alle linee tranviarie. Per contro, l'autobus consentiva un minore comfort di viaggio e, naturalmente, portava a un maggiore inquinamento atmosferico. Nel 1957, anche la linea Ferrovia-San Michele in Bosco fu trasformata in automobilistica.
Nel 1958 fu portata a compimento la seconda fase della soppressione del servizio tranviario. Le linee tranviarie Casalecchio e Stadio furono infatti soppresse e sostituite con linee filoviarie, con un aumento della velocità commerciale: i tram, infatti, scontavano il binario unico lungo la via Porrettana. A fine 1958, il parco vetture dell'ATM contava ancora 147 tram in servizio, oltre a 103 autobus e 49 filobus. Nel consuntivo 1959, dopo la demolizione di ben 72 vetture tranviarie antiquate, si contavano appena 75 tram in servizio, contro 110 autobus e 49 filobus; nello stesso anno, il servizio tranviario percorse complessivamente 3 395 000 km/vettura.
La terza fase della soppressione del servizio tranviario ebbe inizio nel 1959, con la soppressione delle linee Casaralta e D'Azeglio, entrambe sostituite con linee di autobus. Fu mantenuta invece in funzione la linea Zamboni, che era abbinata con la linea D'Azeglio: i binari della prima, infatti, erano tuttora in buone condizioni, e si ritenne quindi antieconomico procedere alla sua soppressione; viceversa, la linea D'Azeglio era interessata da un'estrema usura dei binari ed era penalizzata dalla presenza di tratti a semplice binario, che costringevano i tram a circolare contromano rispetto al traffico veicolare. A seguire, nel 1960, furono soppresse la linea Mazzini-San Lazzaro di Savena e la linea San Vitale; furono inoltre approntati i progetti per la filoviarizzazione della linea San Ruffillo.
A fine 1960, l'ATM contava ancora 37 tram in funzione, oltre a 151 autobus e 54 filobus.
- 4 Via Orefici - Mazzini
- 6 Piazza Minghetti - Chiesa Nuova
- 7 Via Orefici - San Vitale
- 13 Piazza Minghetti - San Ruffillo
- 20 Via Orefici - San Lazzaro

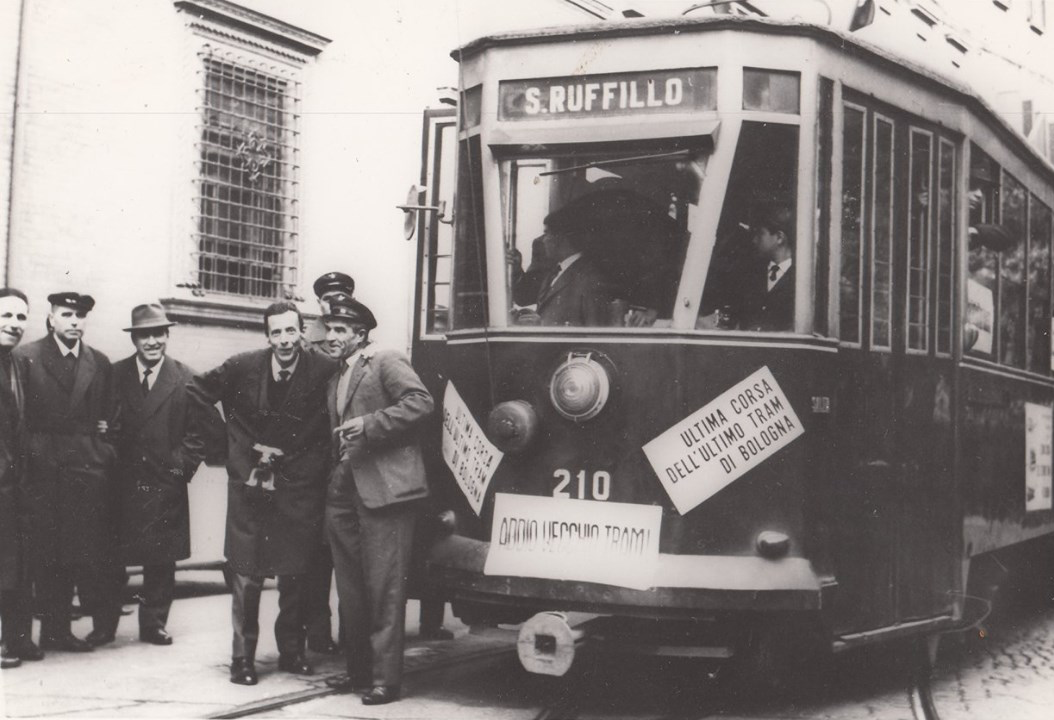
L'ultima corsa dell'ultimo tram di Bologna: la vettura tranviaria 210 svolge l'ultima corsa della linea 13 per San Ruffillo

I lavori per la linea filoviaria per San Ruffillo furono ultimati nel 1962. Nello stesso anno, ATM contava ormai appena 29 tram, oltre a 224 autobus e 71 filobus.
Il piano di trasformazione si concluse domenica 3 novembre 1963, quando l'ultima linea tranviaria rimasta (quella di San Ruffillo) effettuò l'ultima corsa. Durante la mattinata, una cerimonia in piazza Minghetti, alla presenza del sindaco Giuseppe Dozza, salutò l'ultima corsa tranviaria diretta a San Ruffillo.
Dopo la chiusura della rete i binari furono smantellati (ma ancora nel nuovo millennio se ne trovavano alcuni tratti nelle vie Venezian, Murri e Matteotti). I tram furono quasi tutti demoliti: quattro motrici a carrelli (matricole 201, 210, 218 e 228) furono cedute nel 1965 alla STEFER per prestare servizio sulle tranvie dei Castelli Romani. Il deposito tranviario della Zucca divenne un deposito automobilistico; cessata questa funzione nel 1983, fu ristrutturato conservando le ex rimesse dei cavalli e la palazzina degli uffici.

### Ripristino
Nel corso degli ultimi due decenni del XX secolo le amministrazioni comunali bolognesi, con grande difficoltà e travaglio all'interno di esse, hanno scelto di ripristinare i servizi tranviari in alternativa al traffico cittadino, anche se con una rete di diversa e moderna concezione rispetto a quella tradizionale.

#### Il progetto del 1998
Negli anni 1990, durante l'amministrazione guidata da Walter Vitali, fu approvato il progetto esecutivo per la realizzazione di una nuova rete tranviaria bolognese costituita da due linee, che avrebbero interessato la via Emilia e la direttrice nord in direzione di Corticella. Il progetto ottenne un finanziamento ai sensi della legge 211/1992, che finanziava "l’installazione di sistemi di trasporto rapido di massa a guida vincolata in sede propria e di tranvie veloci, a contenuto tecnologico innovativo".
La realizzazione del tram fu un tema centrale della campagna elettorale per le elezioni amministrative del 1999. Lo schieramento di opposizione, guidato dal candidato sindaco Giorgio Guazzaloca, vinse le elezioni con la promessa di affossare il progetto. La nuova giunta scelse così di rinunciare al progetto tranviario, puntando invece sull'elaborazione di un nuovo progetto di metropolitana leggera automatica. Al contempo, per non perdere il finanziamento statale già assegnato dalla legge 211/1992 al progetto tranviario, decise di introdurre un filobus a guida ottica, l'Irisbus Civis.

#### Piano del 2018
Dopo decenni di dibattiti, il ritorno del tram è stato previsto dal Piano Urbano della Mobilità Sostenibile elaborato nel 2018. La costruzione della prima linea, la linea rossa, è iniziata il 26 aprile 2023, con entrata in funzione prevista entro il 2026.

## Estensione
Estensione in kmAnno020406080100189919211924193919441948Estensione (km)

## Passeggeri annui
Passeggeri annuiAnno020.000.00040.000.00060.000.00080.000.000100.000.0001906192519301941Passeggeri annui

## Tranvie extraurbane
In seguito alla difficile situazione economica che caratterizzò il primo e secondo dopoguerra e all'orientamento generale poco favorevole al mantenimento di infrastrutture di trasporto di massa, sono state soppresse in tempi diversi le tranvie che mettevano in comunicazione Bologna con il territorio provinciale:
- la tranvia Bologna-Pieve di Cento, inaugurata nel 1889 e soppressa nel 1955
- la tranvia Bologna-Malalbergo, inaugurata nel 1891 e soppressa nel 1957
- la tranvia Bologna-Imola, inaugurata nel 1885 e soppressa nel 1935
- la tranvia Bologna-Casalecchio-Vignola, inaugurata nel 1883 e soppressa nel 1938, sostituita dalla ferrovia

## Materiale rotabile[143]

### Motrici
| Unità      | Costruttore  | Anno      | Tipologia             | Note |
| ---------- | ------------ | --------- | --------------------- | --- |
| 1÷55       | Nobili       | 1902-1903 | a due assi            | a terrazzini aperti, chiusi nel 1910; ammodernate nel 1924 come le 66÷106; unità 33÷41 rinominate nel 1941 13÷21; 11 e 12 ricostruite nel 1947 |
| 56÷60      | Nobili       | 1902-1903 | a due assi            | a terrazzini aperti, chiusi nel 1910; ammodernate nel 1924 come le 66÷106                                                                      |
| 61÷65      | Nobili       | 1905      | a due assi            | a terrazzini aperti, chiusi nel 1910; ammodernate nel 1924 come le 66÷106                                                                      |
| 66÷70      |              | 1907-1908 | a due assi            | |
| 71÷80      | Marcinelle   | 1911      | a due assi            | |
| 81÷96      | OMI          | 1911      | a due assi            | la vettura 85 fu rinominata nel 1957 306 |
| 97÷106     | OMI          | 1913-1914 | a due assi            | |
| 107÷114    | OMI          | 1925-1926 | a due assi            | ex rimorchiate serie 310÷324 |
| 115÷126    | Casaralta    | 1927      | a due assi            | |
| 42÷65 (II) | officine ATM | 1933-1937 | a due assi            | ricostruzione delle vetture serie 42÷65 (appartenenti alla serie 1÷65)                                                                         |
| 201÷216    | OMS          | 1934-1935 | a carrelli            | motrici 201 e 210 cedute nel 1965 alla STEFER                                                                                                  |
| 217÷229    | officine ATM | 1938-1940 | a carrelli            | analoghe alla serie 201÷216; motrici 218 e 228 cedute nel 1965 alla STEFER                                                                     |
| 501        | officine ATM | 1938      | a due assi            | rinominata nel 1957 307 |
| 33÷41 (II) | OMS          | 1941      | a due assi            | ricostruzione delle vetture serie 281÷290 della tranvia Bologna-Casalecchio-Vignola (costruzione SNOS 1906)                                    |
| 127÷128    | SNOS         | 1906      | a due assi            | ex serie 281÷290 della tranvia Bologna-Vignola, parzialmente ricostruite                                                                       |
| 601÷608    | officine ATM | 1949-1953 | articolate a tre assi | |
| 301÷303    | officine ATM | 1953      | a due assi            | |
| 304÷305    | officine ATM | 1957      | a due assi            | ricostruzione di vecchie vetture |

### Rimorchiate
| Unità        | Costruttore | Anno | Tipologia  | Note                                                                                |
| ------------ | ----------- | ---- | ---------- | ----------------------------------------------------------------------------------- |
| 101÷109      |             |      | a due assi | ex rimorchiate delle tranvie a cavalli, successivamente rinominate 301÷309          |
| 310÷324      | OMI         | 1913 | a due assi | otto rimorchiate motorizzate nel 1925-1926; le restanti rinominate 401÷407          |
| 310÷321 (II) |             |      | a due assi | acquistate dalla rete tranviaria di Torino e ricostruite da Casaralta nel 1925-1926 |
| 351÷360      | Casaralta   | 1927 | a due assi |                                                                                     |

Dei tram in servizio a Bologna se ne conservano cinque:
- la motrice 121, conservata dal 1978 nella collezione storica TPER (ex ATC)[144];
- la motrice 201, restaurata nel 2011 dall'Associazione Torinese Tram Storici e in servizio sulla linea 7 del capoluogo piemontese[145];
- la motrice 210, conservata dal 1990 nella collezione storica TPER[146];
- la motrice 218, conservata dal 1977 nella collezione storica TPER[147];
- la motrice 228, conservata a cielo aperto presso il Museo Memoriale della Libertà di Bologna.